# Cocalodes
Cocalodes is een geslacht van spinnen uit de familie springspinnen (Salticidae).

## Soorten
De volgende soorten zijn bij het geslacht ingedeeld:
- Cocalodes cygnatus Wanless, 1982
- Cocalodes expers Wanless, 1982
- Cocalodes innotabilis Wanless, 1982
- Cocalodes leptopus Pocock, 1897
- Cocalodes longicornis Wanless, 1982
- Cocalodes longipes (Thorell, 1881)
- Cocalodes macellus (Thorell, 1878)
- Cocalodes papuanus Simon, 1900
- Cocalodes platnicki Wanless, 1982
- Cocalodes protervus (Thorell, 1881)
- Cocalodes thoracicus Szombathy, 1915
- Cocalodes turgidus Wanless, 1982